# Звёздный путь: Дискавери
«Звёздный путь: Дискавери» (англ. Star Trek: Discovery) — шестой научно-фантастический телевизионный сериал вселенной «Звёздного пути», премьера которого состоялась 24 сентября 2017 года. Авторами проекта стали Брайан Фуллер и Алекс Куртцман. Исполнительными продюсерами шоу стали Брайан Фуллер, Гретхем Берг и Арон Хербертц, Хевер Кадин и Акива Голдсман. Николас Мейер стал сценаристом сериала. Начало работы над сериалом анонсировали в ноябре 2015 года. Съёмки проходили в Торонто.
Действия развиваются в 2255 году, за 10 лет до событий «Оригинального сериала», экипаж корабля USS Discovery NCC-1031 отправляется в путешествие, чтобы изучать глубокий космос, открывая новые миры и цивилизации. В конце второго сезона «Дискавери» отправляется в XXXII век, который является местом действия последующих сезонов.
Первый сериал франшизы «Звёздный путь» компании CBS. В США показ идёт на платном стриминг-сервисе Paramount+. Премьера третьего сезона состоялась 15 октября 2020 года. Четвёртый сезон из 13 серий выходил на Paramount+ с ноября 2021 по март 2022 года. Финальный 10-серийный пятый сезон был заказан в январе 2022 года и вышел в апреле 2024 года.

## В ролях
| Актёр                     | Персонаж             | Сезоны          | Сезоны          | Сезоны          | Сезоны          | Сезоны          |
| Актёр                     | Персонаж             | 1               | 2               | 3               | 4               | 5               |
| Основной состав           | Основной состав      | Основной состав | Основной состав | Основной состав | Основной состав | Основной состав |
| ------------------------- | -------------------- | --------------- | --------------- | --------------- | --------------- | --------------- |
| Соникуа Мартин-Грин       | Майкл Бёрнем         | Постоянно       | Постоянно       | Постоянно       | Постоянно       | Постоянно       |
| Даг Джонс                 | Сару                 | Постоянно       | Постоянно       | Постоянно       | Постоянно       | Постоянно       |
| Шазад Латиф               | Вок                  | Периодически    |                 |                 |                 |                 |
| Шазад Латиф               | Эш Тайлер            | Постоянно       | Постоянно       |                 |                 |                 |
| Энтони Рэпп               | Пол Стемец           | Постоянно       | Постоянно       | Постоянно       | Постоянно       | Постоянно       |
| Мэри Вайзман              | Сильвия Тилли        | Постоянно       | Постоянно       | Постоянно       | Постоянно       | Постоянно       |
| Джейсон Айзекс            | Габриэль Лорка       | Постоянно       |                 |                 |                 |                 |
| Уилсон Крус               | Хью Калбер           | Периодически    | Постоянно       | Постоянно       | Постоянно       | Постоянно       |
| Энсон Маунт               | Кристофер Пайк       |                 | Постоянно       |                 |                 |                 |
| Рэйчел Анчерил            | Нан                  |                 | Периодически    | Постоянно       | Гость           | Гость           |
| Дэвид Аджала              | Кливлэнд «Бук» Букер |                 |                 | Постоянно       | Постоянно       | Постоянно       |
| Тиг Нотаро                | Джет Рено            |                 | Периодически    | Периодически    | Постоянно       | Постоянно       |
| Блю Дель Баррио           | Адира Тал            |                 |                 | Периодически    | Постоянно       | Постоянно       |
| Каллум Кит Ренни          | Рэйнер               |                 |                 |                 |                 | Постоянно       |
| Второстепенный состав     |                      |                 |                 |                 |                 |                 |
| Мишель Йео                | Филиппа Джорджиу     | Периодически    | Периодически    | Периодически    |                 |                 |
| Эмили Куттс               | Кейла Детмер         | Периодически    | Периодически    | Периодически    | Периодически    | Периодически    |
| Ойин Оладейро             | Джоанн Овосекун      | Периодически    | Периодически    | Периодически    | Периодически    | Периодически    |
| Патрик Квок-Чун           | Гэн Риз              | Периодически    | Периодически    | Периодически    | Периодически    | Периодически    |
| Ронни Роу мл.             | Р. А. Брайс          | Периодически    | Периодически    | Периодически    | Периодически    | Периодически    |
| Мэри Чиффо                | Л’Релл               | Периодически    | Гость           |                 |                 |                 |
| Джеймс Фрейн              | Сарек                | Периодически    | Периодически    |                 |                 |                 |
| Джейн Брук                | Катрина Корнвэлл     | Периодически    | Периодически    |                 |                 |                 |
| Миа Киршнер               | Аманда Грейсон       | Гость           | Периодически    |                 |                 |                 |
| Кеннет Митчелл            | Кол                  | Периодически    |                 |                 |                 |                 |
| Кеннет Митчелл            | Кол-Ша               |                 | Гость           |                 |                 |                 |
| Кеннет Митчелл            | Тенивик              |                 | Гость           |                 |                 |                 |
| Кеннет Митчелл            | Ауреллио             |                 |                 | Гость           |                 |                 |
| Рэйн Уилсон               | Гарри Мадд           | Периодически    |                 |                 |                 |                 |
| Трэйси Поллард            | Рэйвен Дауда         | Гость           | Периодически    | Периодически    |                 |                 |
| Сара Митич                | Айриам               | Периодически    |                 |                 |                 |                 |
| Ханна Чизмен              | Айриам               |                 | Периодически    | Гость           |                 |                 |
| Сара Митич                | Нильссон             |                 | Гость           | Периодически    |                 |                 |
| Итан Пек                  | Спок                 |                 | Периодически    |                 |                 |                 |
| Дэвид Бенджамин Томлинсон | Лайнус               |                 | Периодически    | Периодически    | Периодически    | Периодически    |
| Ребекка Ромейн            | Номер Один           |                 | Периодически    |                 |                 |                 |
| Алан Ван Спранг           | Лиланд               |                 | Периодически    |                 |                 |                 |
| Соня Сон                  | Габриэл Бёрнем       |                 | Периодически    | Гость           | Гость           |                 |
| Одед Фер                  | Чарльз Вэнс          |                 |                 | Периодически    | Периодически    | Периодически    |
| Иэн Александер            | Грэй Тал             |                 |                 | Периодически    | Периодически    | Периодически    |
| Дэвид Кроненберг          | Кович                |                 |                 | Периодически    | Периодически    | Периодически    |
| Аннабелль Уоллис          | Зора                 |                 |                 | Периодически    | Периодически    | Периодически    |
| Дюрбанд энд Леу           | Градж                |                 |                 | Периодически    | Периодически    | Периодически    |
| Ванесса Джексон           | Одри Уилла           |                 |                 | Периодически    | Гость           |                 |
| Ноак Авербах-Кац          | Рин                  |                 |                 | Периодически    |                 |                 |
| Джанет Киддер             | Осираа               |                 |                 | Периодически    |                 |                 |
| Тара Рослинг              | Т’Рина               |                 |                 | Гость           | Периодически    | Периодически    |
| Чела Хорсдэл              | Лайра Риллак         |                 |                 |                 | Периодически    | Периодически    |
| Орвилл Каммингс           | Крисмтофер           |                 |                 |                 | Периодически    | Периодически    |
| Шон Дойл                  | Руон Тарка           |                 |                 |                 | Периодически    |                 |
| Элайас Туфексис           | Колд                 | Гость           |                 |                 |                 |                 |
| Элайас Туфексис           | Л'ак                 |                 |                 |                 |                 | Периодически    |
| Ив Харлоу                 | Молл                 |                 |                 |                 |                 | Периодически    |
| Виктория Савал            | Найя                 |                 |                 |                 |                 | Периодически    |
| Натали Ликонти            | Галло                |                 |                 |                 |                 | Периодически    |
| Кристина Диксон           | Аша                  |                 |                 |                 |                 | Периодически    |
| Тони Наппо                | Рун                  |                 |                 |                 |                 | Периодически    |
| Дориан Грей               | Арисар               |                 |                 |                 |                 | Периодически    |

## Сюжет
| Сезон | Сезон | Эпизоды | Эпизоды       | Период показа на ТВ | Период показа на ТВ | Сеть           |
| Сезон | Сезон | Эпизоды | Эпизоды       | Премьера сезона     | Финал сезона        | Сеть           |
| ----- | ----- | ------- | ------------- | ------------------- | ------------------- | -------------- |
|       | 1     | 15      | 9             | 24 сентября 2017    | 12 ноября 2017      | CBS All Access |
| 6     | 1     | 15      | 7 января 2018 | 11 февраля 2018     |                     | CBS All Access |
|       | 2     | 14      | 14            | 17 января 2019      | 18 апреля 2019      | CBS All Access |
|       | 3     | 13      | 13            | 15 октября 2020     | 7 января 2021       | CBS All Access |
|       | 4     | 13      | 13            | 18 ноября 2021      | 17 марта 2022       | Paramount+     |
|       | 5     | 10      | 10            | 4 апреля 2024       | 30 мая 2024         | Paramount+     |

Действие сериала разворачивается в 2256 году, за десять лет до событий, описанных в «Звездном пути». В центре сюжета оказывается экипаж исследовательского корабля под названием «Шень Чжоу», отправленного на границу пространства Объединенной Федерации Планет, чтобы расследовать повреждение одной из межзвездных антенн. Изучив выведенную из строя антенну, командование корабля приходит к выводу, что она была повреждена не естественным путём, как будто этим кто-то намеренно хотел привлечь внимание Федерации. Вскоре датчики звездолёта засекают неизвестный объект, находящийся в поле астероидов, сканирование которого оказывается невозможным из-за помех. При более детальном исследовании объект оказывается космическим судном, принадлежащим клингонам — гордой и воинственной расе, представители которой решили объединить разрозненные кланы, чтобы возродить былое величие Империи. Экипаж «Шень Чжоу» не догадывается, что человечество оказалось на пороге новой войны.

### Первый сезон
Премьера сезона состоялась 24 сентября 2017 года. В центре сюжета первого сезона война между «Федерацией планет» и «Клингонской Империей». На фоне которой рассказывается история жизни и взаимоотношений персонажа Майкла Бёрнем (Соникуа Мартин-Грин). Основными персонажами сезона являются келпианин Сару (Даг Джонс), ученый Пол Стемец (Энтони Рэпп), кадет Сильвия Тилли (Мэри Вайзман), клингонский воин Вок (Шазад Латиф), с разумом офицера флота Эша Тайлера, Филиппа Джорджиу (Мишель Йео) и капитан Лорка (Джейсон Айзекс). Много внимания уделяется расе клингонов, включая их философию, технологию и анатомическое строение. Алекс Куртцман с нетерпением ждал окончания сезона, объясняя это тем, что он был прологом для сериала, целью которого было сплотить членов экипажа, превратив их в семью. Последний эпизод сезона вышел на экраны 17 февраля 2018 года.

### Второй сезон
Арон Харбертс а начале 2018 года говорил, что во втором сезоне акцент будет сделан на конфликте между наукой и верой. Ожидалось, что второй сезон будет содержать 13 серий, но в дальнейшем сезон был расширен. События разворачиваются после войны с Клингонами. Капитаном корабля становится Кристофер Пайк. Сезон фокусируется на путешествиях во времени и раскрывает историю прошлого Майкл Бёрнем и её семьи. В этом сезоне зрители также увидили сводного брата Майкл - Спока.
Производство второго сезона началось в октябре 2017 года, а премьера состоялась 17 января 2019 года.

### Третий сезон
В феврале 2019 года было заказано производство третьего сезона сериала. Премьера сезона состоялась 15 октября 2020 года.
Экипаж "Дискавери" попадает в будущее, где им предстоит восстановить Федерацию и столкнуться со своими страхами. Майкл встретит свою любовь. А Пол и Хью удочерят девочку Адиру.

### Четвёртый сезон
Премьера сезона состоялась 18 ноября 2021 года.

### Пятый сезон
Премьера сезона состоялась 4 Апреля 2024 года.

## Спин-оффы

### Short Treks
В июне 2018 года один из создателей сериала Алекс Куртцман заключил с CBS Television Studios пятилетний контракт, в рамках которого запланирована к выпуску серия короткометражных фильмов Short Treks — отдельные истории, «позволяющие более полно раскрыть персонажей и темы Discovery и расширяющие вселенную Звёздного Пути».

### Странные новые миры (2022 — …)
«Звёздный путь: Странные новые миры» (англ. Star Trek: Strange New Worlds) — сериал анонсирован в мае 2020 года, в нём Итан Пек, Энсон Маунт и Ребекка Ромейн вернутся к ролям Спока, капитана Пайка и первой помощницы. Съёмки сериала начались на канале CBS Stages Canada в Миссиссоге, провинция Онтарио, в феврале 2021 года и закончились в июле. Премьера шоу состоялась в 2022 году.

### Секция 31
Весной 2023 года был анонсирован фильм, спин-офф сериала Звёздный путь: Дискавери, Звёздный путь: Секция 31. Режиссёром был назначен Олатунде Осунсанми, а сценарий напишет Крэйг Суини. К роли Филиппы Джорджиу вернётся Мишель Йео. Съёмки проходили в Торонто с января по март 2024 года. Ожидается, что релиз фильма состоится на потоковом сервисе Paramount+ в начале 2025 года..

## Производство
В ноябре 2015 года CBS анонсировала начало работ над новым сериалом вселенной «Звездного пути», показ которого должен состояться на платной интернет-платформе CBS All Access. CBS так же объявили, что новый сериал станет перезапуском, а Алекс Курцман, работавший над фильмами «Звёздный путь» и «Стартрек: Возмездие» в качестве сценариста и продюсера, возглавит проект.

Логотип сериала

В январе 2016 президент CBS Глен Геллер сообщил о том, что он не вовлечен в работу над сериалом и не может ответить ни на какие производственные вопросы, сославшись на представителей CBS All Access. А уже в следующем месяце было объявлено о том, что Брайан Фуллер входит в проект в качестве исполнительного продюсера. Он известен как сценарист других сериалов во вселенной Звездный путь — «Звёздный путь: Глубокий космос 9» 1993—1999, «Звёздный путь: Во́яджер» 1995—2001. Хевер Кадин присоединилась к проекту в качестве продюсера, она известна благодаря своей работе над сериалом «Сонная лощина». Вместе с ними в проект пришёл Николас Мейер в качестве сценариста. Он является режиссёром и сценаристом трех фильмов из серии «Звездный путь»: Звёздный путь II: Гнев Хана (1982), Звёздный путь IV: Путешествие домой (1986), Звёздный путь VI: Неоткрытая страна (1991).
Действие сериала будут разворачиваться в оригинальной вселенной и не будут иметь отношение к серии кинофильмов Абрамса.
Место действия — корабль Звёздного флота USS Discovery, NCC-1031.
Отчасти внешний вид корабля основан на неиспользованных набросках Ральфа Маккуори для самого первого фильма серии, Звёздный путь: Фильм (1979).
В мае 2016 представители CBS продемонстрировали новый логотип и подтвердили, что новый сериал будет называться просто «Звёздный путь» Однако в июле того же года на фестивале «Comic-Con 2016 в Сан Диего», на мероприятии, посвящённом празднованию 50-летия «Звездного пути», было объявлено, что название нового сериала будет «Звёздный путь: Открытие» (англ. Star Trek: Discovery).

### Сценарий

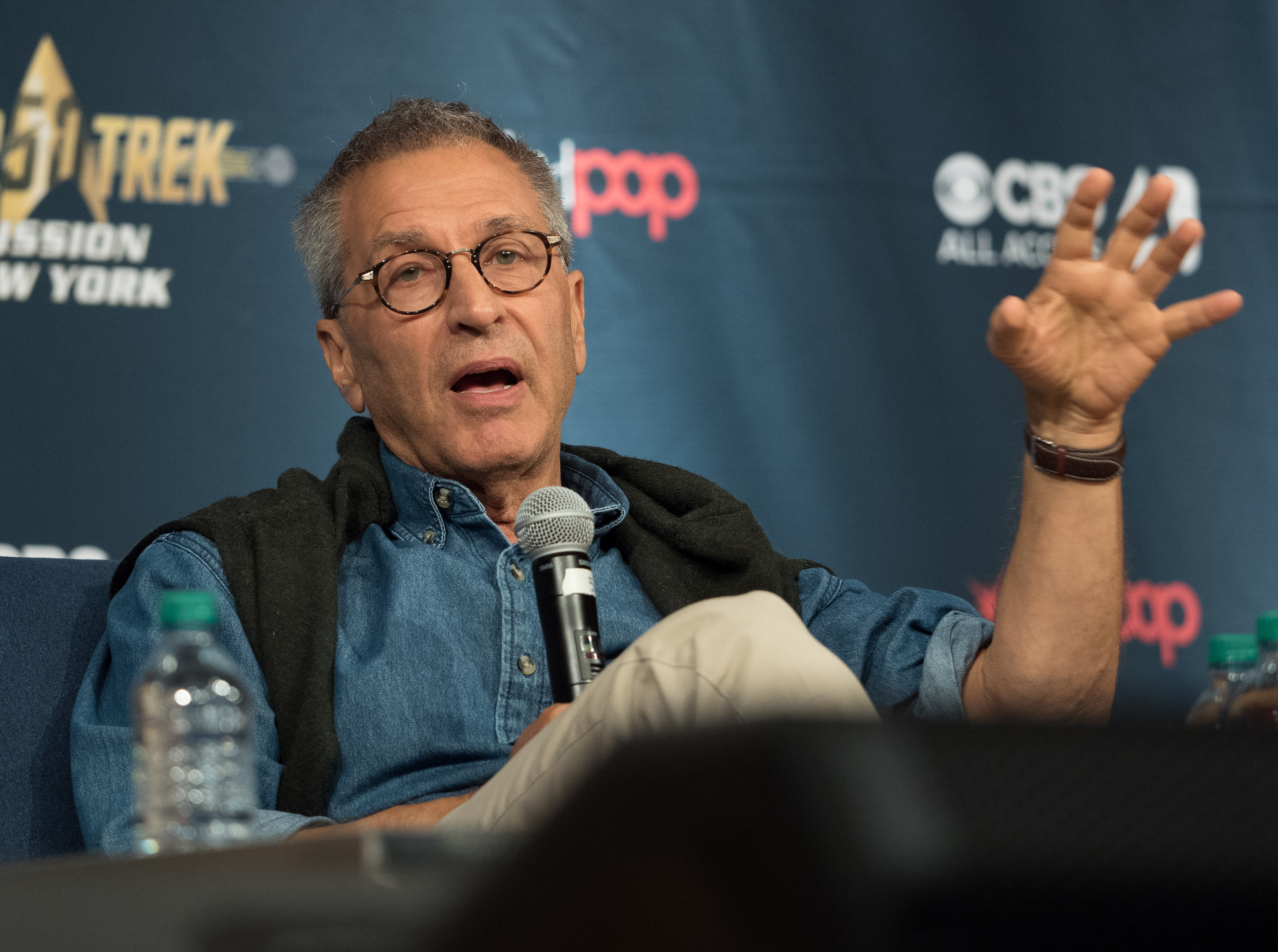
Николас Мейер

По словам Фуллера, сериалы франшизы содержат в общей сложности 762 серии, однако новые серии будут другими. Сценаристы должны закончить писать сценарии к 6 сериям первого сезона к концу июня. Планируется отснять 13 серий. Они будут представлять собой единую сквозную сюжетную арку, в отличие от предыдущих сериалов по «Звёздному пути», в которых действовал принцип «один эпизод — одна история».
События в сериале будут разворачиваться за десять лет до начала истории «Оригинального сериала». Сериал получил свое название по аналогии с последним сериалом франшизы, благодаря названию корабля, а сам корабль назван в честь реального шаттла «Дискавери». Было решено что первым помощником капитана судна станет женщина, которую будут звать «Номер один» по аналогии с первым помощником Уильямом Райкером из «Следующего поколения» сыгранным Джонатаном Фрейксом, в честь персонажа сыгранного Меджел Барретт в пилотной серии оригинального сериала «Клетка».

### Подбор актёров

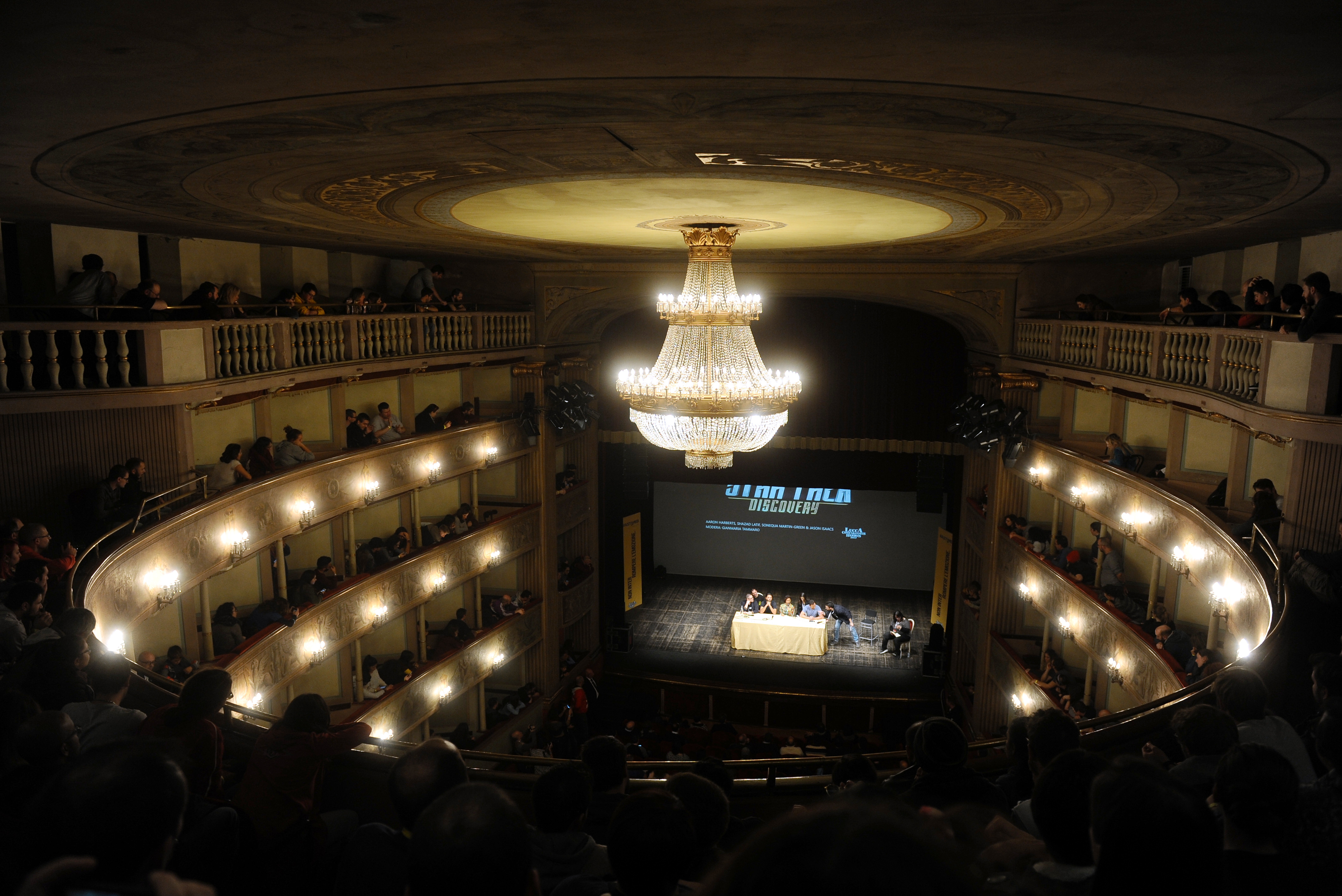
Показ сериала на экране итальянского кинотеатра в 2017 году

В июне 2016 года Фуллер встретился с несколькими актёрами, в результате были выбраны несколько из них. Фуллер добавил также, что в отличие от прошлых сериалов, в этом среди персонажей будут представители ЛГБТ-сообщества. В августе Фуллер встречался с Кэрол Джемисон, первой чернокожей женщиной астронавтом. В октябре после кастинга, он сообщил о том, что встретился с массой интересных актёров (в том числе и с теми, с кем ему уже доводилось работать ранее) и он будет рад увидеть их в новом сериале.
В роли Сарека выступит Джеймс Фрейн. В сериале также заняты Соникуа Мартин-Грин, Мишель Йео и Даг Джонс.

### Съёмки
Съёмки должны были начаться в четвёртом квартале 2016 года на студии Pinewood Toronto Studios. Первый видеоанонс сериала появился в сети 19 мая 2016 года. Съёмки начались 24 января 2017 года под рабочим названием «Зелёный урожай» (по аналогии с «Голубым урожаем» — названием, использовавшимся для съёмок «Возвращения джедая»).

### Музыка
Автором музыки для сериала стал Джефф Руссо.

### Премьера
Премьера сериала должна была состояться в мае 2017 года, но затем была отложена на осень 2017.

### Печатная продукция
По мотивам сериала было выпущено две серии комиксов: The Light of Kahless, рассказывающая о Т’Кувме и его последователях, и Succession, посвященная приключениям императрицы Филиппы Джорджиу из параллельной вселенной, а также ваншот Captain Saru.
Также по мотивам сериала запланирована серия книг разных авторов, в настоящий момент изданы пять книг в серии.

### Трансляции
До 17 ноября 2021 года, сериал был доступен на Netflix вне США и Канады, а затем был удалён с этой площадки.

## Приём

### Рейтинги и просмотры
По оценкам Nielsen Media Research трансляция первого эпизода на CBS привлекла порядка 9,5 млн зрителей. В сентябре 2017 года выход сериала позволил CBS All Access привлечь рекордное число новых подписчиков за день, неделю и месяц. Предыдущий рекорд был связан с трансляцией церемонии Грэмми 2017 года.

### Награды и номинации
| Год  | Премия   | Категория                                                                 | Номинант            | Результат |
| ---- | -------- | ------------------------------------------------------------------------- | ------------------- | --------- |
| 2018 | «Сатурн» | Лучший телесериал, выпущенный новыми медиа                                | н/д                 | Победа    |
| 2018 | «Сатурн» | Лучший телеактёр                                                          | Джейсон Айзекс      | Номинация |
| 2018 | «Сатурн» | Лучшая телеактриса                                                        | Соникуа Мартин-Грин | Победа    |
| 2018 | «Сатурн» | Лучший телеактёр второго плана                                            | Даг Джонс           | Номинация |
| 2018 | «Сатурн» | Лучшая гостевая роль в телесериале                                        | Мишель Йео          | Номинация |
| 2019 | «Сатурн» | Лучший стриминговый сериал в жанрах: научная фантастика, экшн или фэнтези | н/д                 | Победа    |
| 2019 | «Сатурн» | Лучшая актриса стримингового телевидения                                  | Соникуа Мартин-Грин | Победа    |
| 2019 | «Сатурн» | Лучший актёр второго плана стримингового телевидения                      | Даг Джонс           | Победа    |
| 2019 | «Сатурн» | Лучший актёр второго плана стримингового телевидения                      | Уилсон Крус         | Номинация |
| 2019 | «Сатурн» | Лучший актёр второго плана стримингового телевидения                      | Итан Пек            | Номинация |